# پادشاهی اسکاتلند
پادشاهی اسکاتلند (گیلیک اسکاتلندی:Rìoghachd na h-Alba؛ اسکاتس:Kinrick o Scotland) کشوری مستقل در اروپای شمالی بود که براساس داستان‌های سنتی در ۸۴۳ میلادی تأسیس شد و تا ۱۷۰۷، که در اتحاد با انگلستان پادشاهی بریتانیای کبیر را تشکیل داد، به حیات خود ادامه داد.

## تاریخ
سلطه وایکینگ‌ها بر مناطق شمالی انگلستان و ساکن شدن آن‌ها در یورک‌شر، موجب جدایی سرزمین کنونی اسکاتلند از مردمان آنگلوساکسون جنوب و تشکیل پادشاهی مجزای اسکاتلند در آنجا گردید.
اسکاتلند همواره مورد تهاجم انگلیسی‌ها بود اما در زمان رابرت اول با پیروزی بر مهاجمان توانست در سراسر قرون وسطی استقلال خود را حفظ کند.
در سال ۱۶۰۳ میلادی جیمز ششم پادشاه انگلستان شد؛ در نتیجه اسکاتلند و انگلستان به وسیلهٔ اتحاد شخصی با یکدیگر متحد شدند. در سال ۱۷۰۷ میلادی دو پادشاهی به یکدیگر پیوستند و بریتانیا را به وجود آوردند.
به دنبال این اتحاد، در ۱۴۷۲ میلادی جزایر شمالی متعلق به پادشاهی نروژ نیز به خاک اسکاتلند ضمیمه شد و به این ترتیب سرزمین اسکاتلند با قلمرو کنونی اش شکل گرفت. در اواخر قرن پانزدهم میلادی، قلمرو اسکاتلند شامل سرزمین اصلی اسکاتلند می‌شد که از شمال و غرب به اقیانوس اطلس، از شرق به دریای شمال و از جنوب غربی به دریای ایرلند و کانال شمال می‌رسید.

## جغرافیا
جدا از سرزمین اصلی، اسکاتلند دارای بیش از ۷۹۰ جزیره بود. جمعیت پادشاهی اسکاتلند نیز در ۱۷۰۱ میلادی، ۱٫۱ میلیون نفر بود.

## نگارخانه

پرچم اتحادیه اسکاتلندی‌ها که از سال ۱۶۰۶ تا ۱۷۰۷ میلادی به طور غیر رسمی مورد استفاده قرار می‌گرفت.
نشان سلطنتی اسکاتلند